# Madison County (Iowa)

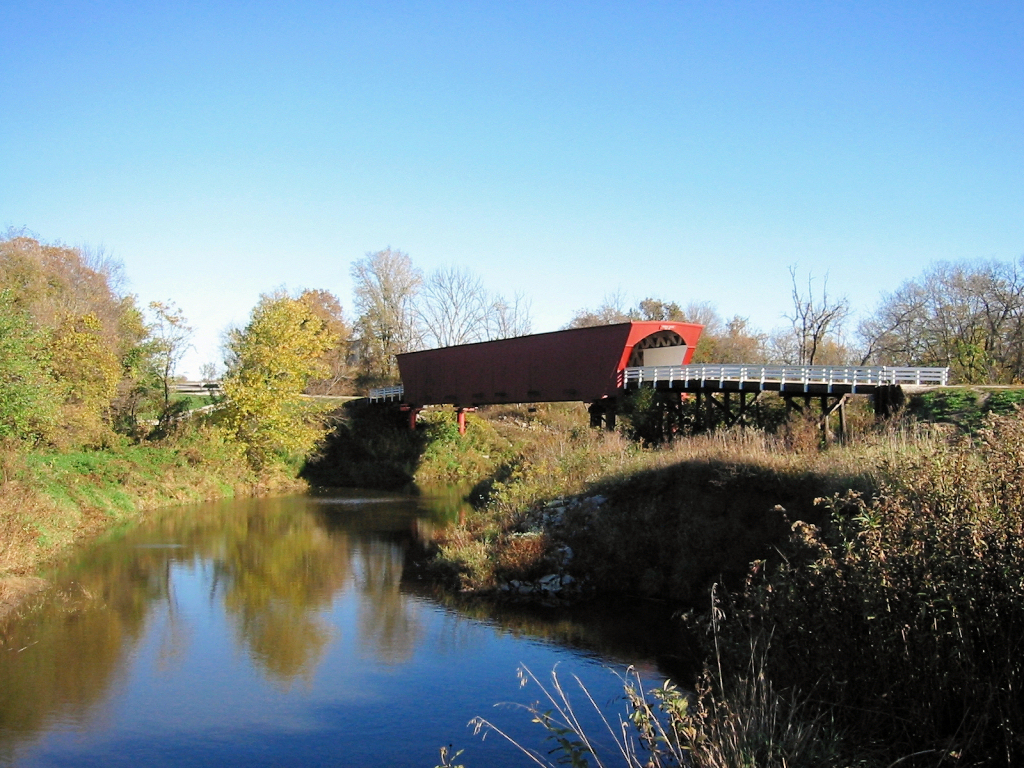
Een van de zes overdekte bruggen

Madison County is een county in de Amerikaanse staat Iowa. Binnen de county zijn zes houten overdekte bruggen te vinden waarvan de langste 37 meter lang is. De bruggen werden in de periode van 1870 tot 1884 gebouwd. De dramafilm The Bridges of Madison County uit 1995 speelt zich deels rond deze bruggen af en zorgde voor hun wereldwijde bekendheid. De county telt 14.019 inwoners (volkstelling 2000). De hoofdplaats is Winterset.

## Geschiedenis
De county werd gevormd op 13 januari 1846 en is genoemd naar de vierde president van de V.S., James Madison.

## Geografie
De county heeft een landoppervlakte van 1.453 km². De belangrijkste rivier is de Middle River, een zijrivier van de Des Moines River.

## Bevolkingsontwikkeling
Adair · Adams · Allamakee · Appanoose · Audubon · Benton · Black Hawk · Boone · Bremer · Buchanan · Buena Vista · Butler · Calhoun · Carroll · Cass · Cedar · Cerro Gordo · Cherokee · Chickasaw · Clarke · Clay · Clayton · Clinton · Crawford · Dallas · Davis · Decatur · Delaware · Des Moines · Dickinson · Dubuque · Emmet · Fayette · Floyd · Franklin · Fremont · Greene · Grundy · Guthrie · Hamilton · Hancock · Hardin · Harrison · Henry · Howard · Humboldt · Ida · Iowa · Jackson · Jasper · Jefferson · Johnson · Jones · Keokuk · Kossuth · Lee · Linn · Louisa · Lucas · Lyon · Madison · Mahaska · Marion · Marshall · Mills · Mitchell · Monona · Monroe · Montgomery · Muscatine · O'Brien · Osceola · Page · Palo Alto · Plymouth · Pocahontas · Polk · Pottawattamie · Poweshiek · Ringgold · Sac · Scott · Shelby · Sioux · Story · Tama · Taylor · Union · Van Buren · Wapello · Warren · Washington · Wayne · Webster · Winnebago · Winneshiek · Woodbury · Worth · Wright